# Hypogastrura copiosa
Hypogastrura copiosa är en urinsektsart som först beskrevs av James P. Folsom 1916.  Hypogastrura copiosa ingår i släktet Hypogastrura och familjen Hypogastruridae. Inga underarter finns listade i Catalogue of Life.